# Pavetta capensis
Pavetta capensis är en måreväxtart som först beskrevs av Maarten Willem Houttuyn, och fick sitt nu gällande namn av Cornelis Eliza Bertus Bremekamp. Pavetta capensis ingår i släktet Pavetta och familjen måreväxter.

## Underarter
Arten delas in i följande underarter:
- P. c. capensis
- P. c. komghensis